# 영천초등학교 (경북)
영천초등학교(永川初等學校)는 대한민국 경상북도 영천시 금노동에 있는 초등학교로, 아직 대한제국 시대 말기였던 1908년 2월 28일에 사립경북영천영흥보통학교로 첫 개교되었다.

## 학교 연혁
- 1908년 2월 28일 사립 영흥학교 개설 (교촌동 46번지, 영천군 향교 위치)
- 1909년 2월 28일 사립 명륜학교로 개칭
- 1910년 6월 1일 사립 봉명보통학교로 재인가
- 1911년 9월 1일 영천공립보통학교로 개칭 (창구동 90번지, 영천군 객사 위치)[1]
- 1929년 12월 5일 현 위치로 이전(객사 위치에 도로가 개설되면서 이전)
- 1938년 4월 1일 영천남부공립심상소학교로 개칭
- 1941년 4월 1일 영천남부공립국민학교로 개칭
- 1947년 9월 1일 영천공립국민학교로 개칭
- 1981년 3월 1일 병설유치원 개설
- 1996년 3월 1일 영천초등학교로 개칭
- 1999년 9월 1일 영도초등학교 통폐합
- 2008년 9월 1일 개교 100주년 기념사업 완료
- 2013년 3월 1일 영천남부초등학교 통폐합
- 2017년 2월 10일 제105회 졸업식 34명
- 2017년 9월 1일 제32대 이재영 교장 부임